# Cognocoli-Monticchi
Cognocoli-Monticchi est une commune française située dans la circonscription départementale de la Corse-du-Sud et le territoire de la collectivité de Corse. Elle appartient à l'ancienne piève d'Ornano.
Elle regroupe trois lieux principaux d'habitation : le village de Cognocoli qui en est le chef-lieu, le hameau de Marato et celui de Pratavone, connu pour ses vignes. L'ancien hameau de Monticchi est aujourd'hui abandonné. Le village fut l'une des places fortes de la seigneurie d'Ornano. Elle était autrefois une riche terre agricole du bassin du Taravo. Victime, comme beaucoup de villages corses, de l’exode rural à la fin du XXe siècle, la commune mise aujourd'hui sur une agriculture renaissante (oliveraies, vignes…) et le tourisme (gîtes, auberge, centre équestre, randonnées…), profitant d'une situation géographique avantageuse.

## Géographie

### Accès
Cognocoli est situé à 335 mètres d'altitude en surplomb de la vallée de l'Impennato, dans le bassin du Taravo. Le village est bâti en pente et se situe à mi-chemin entre Ajaccio et Propriano (35 km) sur la route départementale D302, à deux kilomètres de Pila Canale.
L'aéroport le plus proche est celui d'Ajaccio Napoléon Bonaparte situé à 30 km du village. L'embarcadère le plus proche pour rejoindre le continent est le port de commerce de Propriano, distant de 35 km, ou celui d'Ajaccio, à distance égale.
La gare d'Ajaccio, distante de 34 km, permet de relier Corte, Bastia ou Calvi par les chemins de fer de la Corse.
Un service de bus assure un aller-retour par jour entre, d'un côté, Ajaccio (via Marato et Bisinao) et de l’autre Zonza (via Pila-Canale, Porto-Pollo, Propriano, Sartène et Levie).

### Lieux-dits

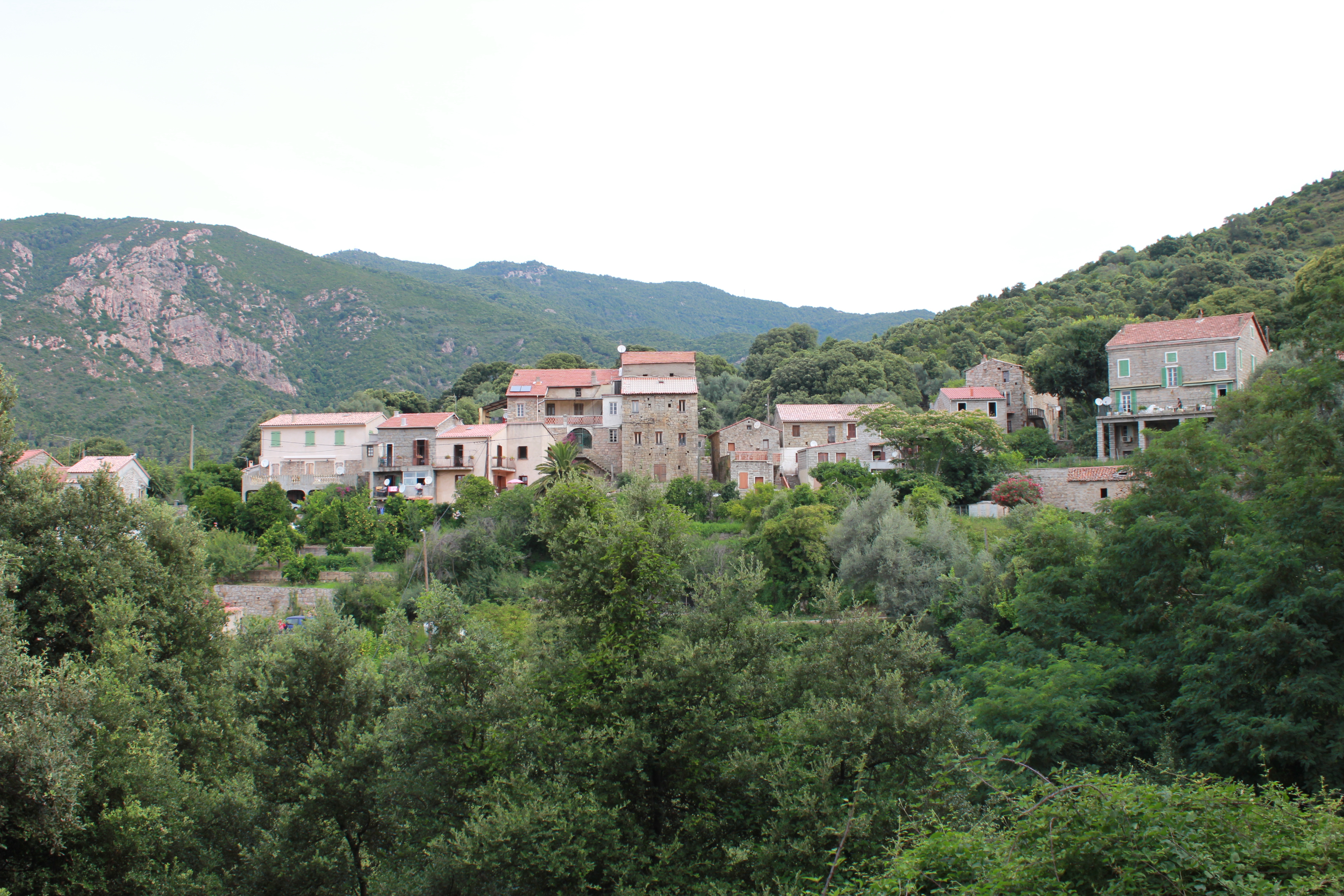
Partie basse du village de Cognocoli.

En dehors de Cognocoli, ce sont les villages de Marato, situé sur la crête de l’autre côté de la vallée de l’Impennato, et de Pratavone, tout au fond de la vallée non loin du Taravo, qui sont les plus peuplés.
Le hameau de Monticchi, dont des ruines subsistent encore, a compté jusqu'à 175 habitants, et a été abandonné au début des années 60. La chapelle Saint-Vincent du XVIIe siècle a été rénovée en 2015 et ouvre ses portes aux fidèles tous les 22 janvier. Une maison du hameau est également en cours de rénovation par de nouveaux propriétaires.

### Logement
En 2012, l'Insee recensait 90 habitations principales et 89 résidences secondaires.

### Relief
La commune est dominée au nord-ouest par la punta Cuzzanicciu qui culmine à 1069 mètres d'altitude.

### Géologie
La commune de Cognocoli se trouve dans l'au-Delà-des-Monts (Pumonti), ou Corse occidentale ancienne, constituée pour l'essentiel de roches granitiques, comme ordinairement distinguée par les géologues au sud-ouest de l'île, opposé à l'en-Deçà-des-Monts (Cismonte), ou « Corse schisteuse », au nord-est. Elle occupe le fond d'une vallée d'un chaînon montagneux secondaire de la chaîne principale de l'île, qui est accroché peu au sud du Monte Renoso (2 352 m) au massif éponyme, non loin du Plateau d'Ese ; ce chaînon qui délimite les vallées du Prunelli au nord, et du Taravo au sud, se termine en mer Méditerranée avec la presqu'île de Capu di Muru.
Le chaînon est entaillé par la vallée de l’Impennato et on distingue deux zones collinaires : 
- la principale au nord-ouest dont la ligne de crête part de la punta Cuzzanicciu et descend vers la mer et sur laquelle est bâtie Marato, les sommets étant, d'est en ouest : Punta di Finosa (828 m), Punta di Rimonduli (728 m), non loin de l’intersection des communes de Cognocoli, Albitreccia et Pietrosella, Monte Canarello (632 m), Monte Tignoso (646 m), Punta di a Noce (653 m), Punta di Santa Degna (563 m). Cette zone collinaire est elle-même entaillée, à l'extrémité nord-ouest de la commune, par la vallée du Butturacci, prenant sa source non loin du Monte di u Balatoju (758 m) ;
- la crête de l’autre côté de la vallée supporte Cognocoli et sépare la commune de celle de Guargualé par de modestes sommets (Poggio Rosso à 625 m, Punta di Favale à 598 m), et se poursuit au sud-est, séparant Monticchi de Pila-Canale pour descendre jusqu’à la vallée du Taravo, la limite communale descendant peu après Monticchi perpendiculairement de la crête vers l'Impennato.

La commune est constituée sur 80 % de sa superficie de granites leucocrates (carbonifère inférieur), sur le territoire s’étendant sur la rive droite de l’Impenatto (Marato…), excepté Ciorfoli, et toute la vallée viticole proche de Pratavone, ainsi que l’ensemble de la rive gauche (Cognocoli, Monticchi) représentant 20 % du territoire constitués de granodiorites et monzogranites à gros grains (toujours Carbonifère inférieur). On trouve très localement aux alentours de San Comenti des inclusions de complexes basiques et ultra basiques composées de gabbros et de diorites (Carbonifère inférieur). Des formations du quaternaire sous forme d'alluvions fluviatiles anciennes à paléosol orange sont présentes encore plus localement, le long de l’Impenatto.

### Hydrographie
L'ensemble des cours d'eau de la commune appartiennent au bassin du Taravo, fleuve délimitant l'extrémité sud du territoire de la commune sur 500 mètres.
Le plus important affluent du Taravo est L'Impennato, ruisseau qui coule au fond de la vallée de Cognocoli.
Les autres ruisseaux répertoriés sont :
- Les affluents du Taravo : le ruisseau de Favale, qui irrigue les vignes de Pratavone, et dont la confluence avec le Taravo est le point le plus bas de la commune (9 m) (sous-affluents : ruisseau de Ciucciaja, ruisseau de Vignone et ruisseau de Vangone);
- Les affluents de l'Impennato : le ruisseau de Terminelli (sous-affluent : ruisseau de Catarelli), le ruisseau de Codalbello (sous-affluents : ruisseau de Finosa et ruisseau de Fica Bianca), le ruisseau de Vetriciccia, le ruisseau de Porcareccia, le ruisseau de Macinelli et le ruisseau de Carne (sous-affluent : ruisseau de Bragaleto).

Un fleuve côtier, le Butturacci, prend sa source dans la commune, non loin du Bocca d'Arghellaju (615 mètres d'altitude), et serpente parallèlement au nord-ouest des vallées de l'Impennato et du Taravo pour aller se jeter dans la baie de Cupabia en délimitant les communes de Serra-di-Ferro et de Coti-Chiavari.
Le ruisseau des Pozzi ainsi que neuf autres ruisseaux mineurs se regroupant par la suite en ruisseau d'Agosta pour déboucher sur la plage du même nom et délimiter les communes de Pietrosella et d'Albitreccia, prennent tous leurs sources à proximité du Bocca di Chenova.
La fontaine à la sortie du village sur la route de Pila-Canale possède une réputation qui la rend très fréquentée l'été.

### Climat
Cognocoli possède un climat méditerranéen chaud avec été sec, avec quelques nuances montagnardes au-dessus de 200 m d'altitude. Les différences d’altitudes, l'orientation des versants ainsi que les vents sont à l’origine de grands écarts de température au sein de la commune. En été, un régime de brises se met en place, générées par la différence de réchauffement entre terre et eau. À la mi-journée, c'est le mezziornu (brise de mer) qui souffle jusqu'à une à deux heures avant le coucher du soleil. Au cours de la nuit, c'est le terranu (brise de terre) qui prend le relais, lorsque la température de la terre est plus basse que celle de la mer. Aux premières heures de matin, c'est cette brise qui est responsable des bouffées de maquis au-delà de la mer que l’on peut sentir en arrivant en bateau.

## Urbanisme

### Typologie
Au 1er janvier 2024, Cognocoli-Monticchi est catégorisée commune rurale à habitat très dispersé, selon la nouvelle grille communale de densité à sept niveaux définie par l'Insee en 2022.
Elle est située hors unité urbaine. Par ailleurs la commune fait partie de l'aire d'attraction d'Ajaccio, dont elle est une commune de la couronne,. Cette aire, qui regroupe 79 communes, est catégorisée dans les aires de 50 000 à moins de 200 000 habitants,.

### Occupation des sols
L'occupation des sols de la commune, telle qu'elle ressort de la base de données européenne d’occupation biophysique des sols Corine Land Cover (CLC), est marquée par l'importance des forêts et milieux semi-naturels (87,2 % en 2018), une proportion sensiblement équivalente à celle de 1990 (87,7 %). La répartition détaillée en 2018 est la suivante : 
forêts (45,5 %), milieux à végétation arbustive et/ou herbacée (39,8 %), zones agricoles hétérogènes (9,9 %), cultures permanentes (2,4 %), espaces ouverts, sans ou avec peu de végétation (1,9 %), prairies (0,4 %). L'évolution de l’occupation des sols de la commune et de ses infrastructures peut être observée sur les différentes représentations cartographiques du territoire : la carte de Cassini (XVIIIe siècle), la carte d'état-major (1820-1866) et les cartes ou photos aériennes de l'IGN pour la période actuelle (1950 à aujourd'hui).

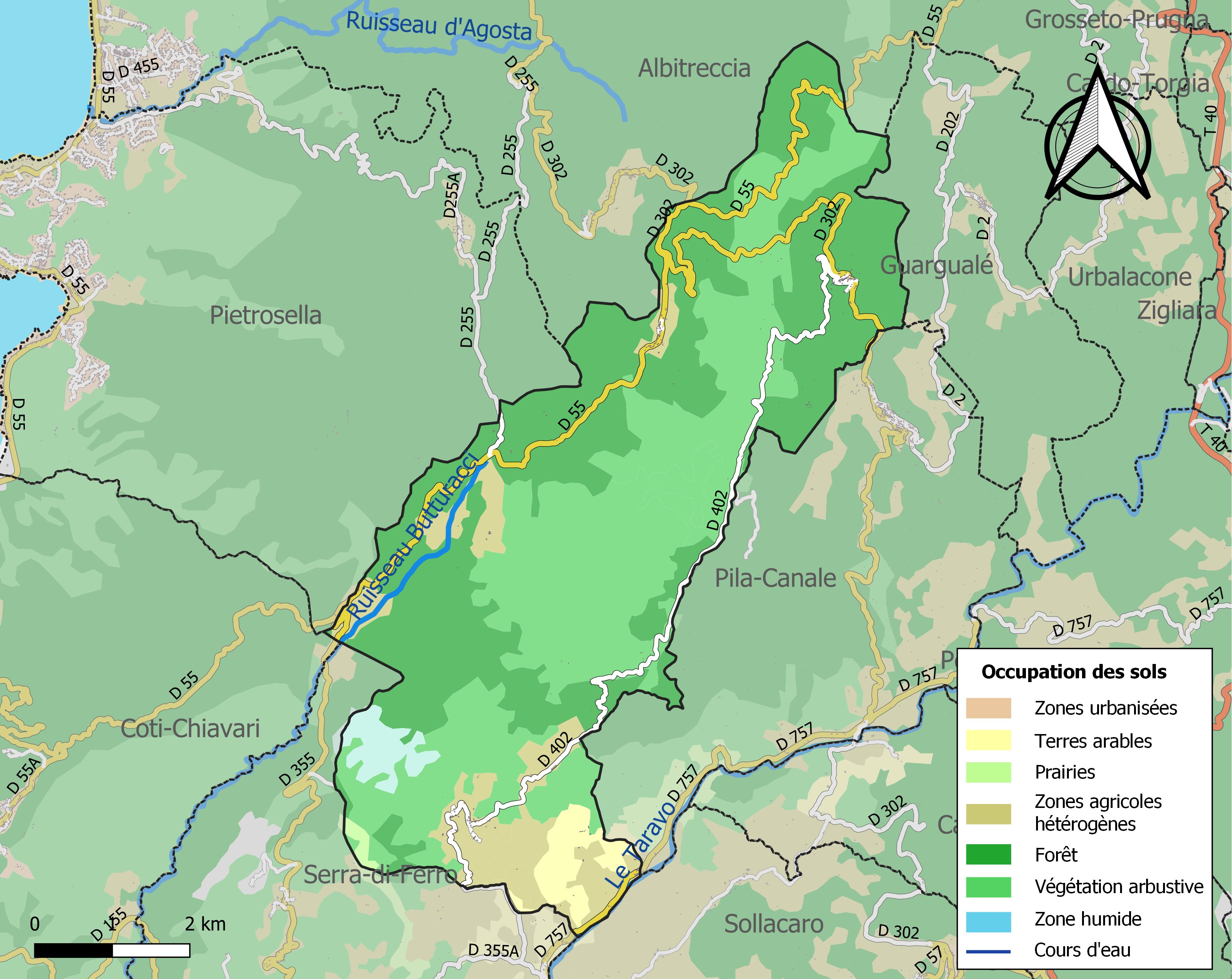
Carte des infrastructures et de l'occupation des sols de la commune en 2018 (CLC).

## Toponymie
Le nom corse de la commune, Cugnòculu viendrait de cunicolo qui signifie petit lapin. Muntichji pourrait venir de monticule.

## Histoire

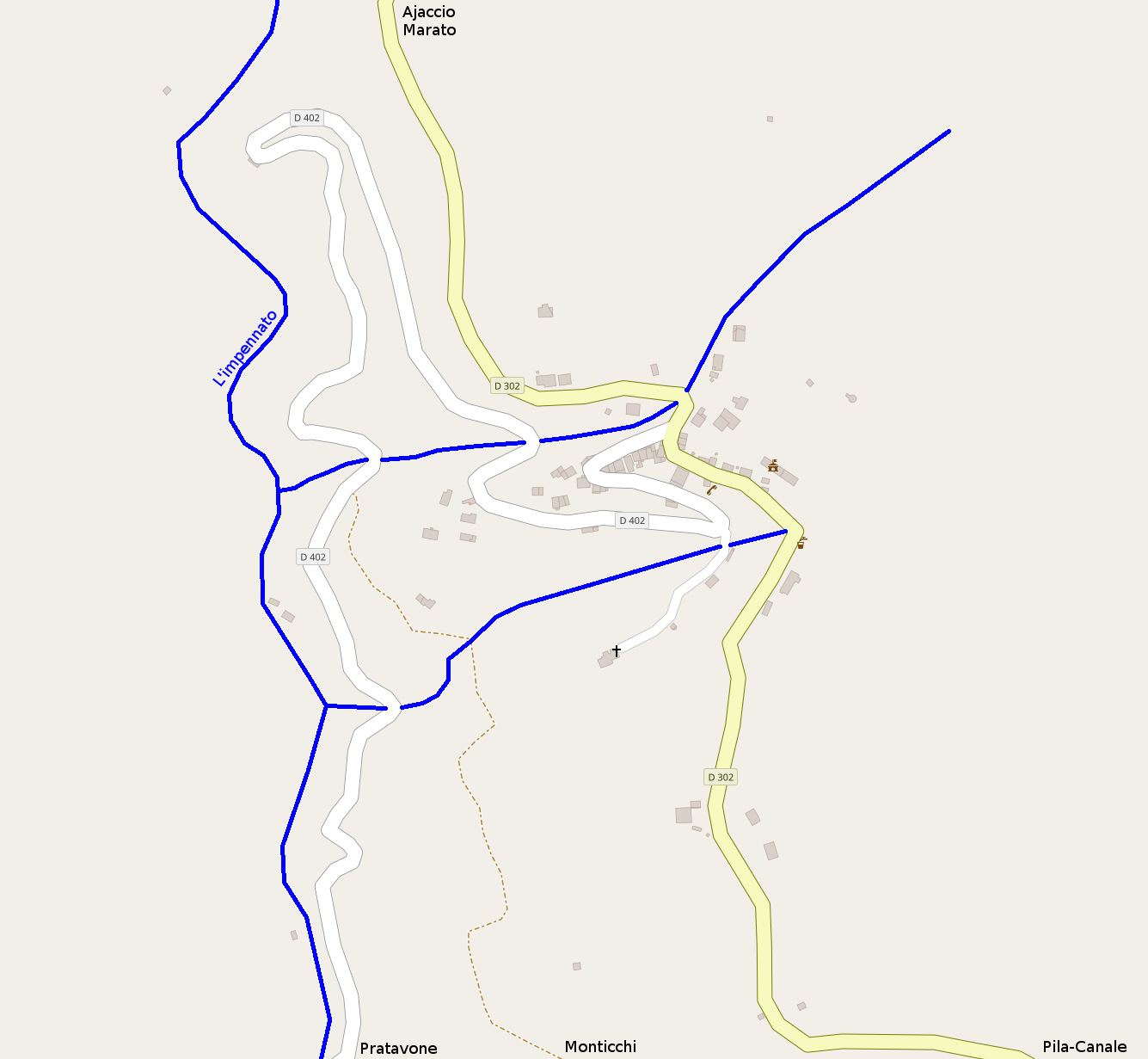
Carte du centre-bourg de Cognocoli

De nombreuses ruines à travers le territoire attestent d'un habitat ancien et de la présence de nombreux hameaux aujourd'hui disparus, celui de Cognocoli ayant une existence relativement plus récente, avec ses maisons de notables fortifiées du XVIe siècle, bâties en rempart, à l'architecture et aux appareillages génois.
Santa Degna, édifice roman bâti sur un promontoire, témoigne de l'occupation au cours des âges de ce lieu de la basse vallée de l’Impennato, les ruines se trouvant au cœur d’une enceinte de l’âge du bronze, non loin de nombreux sites mégalithiques.
Au Poghju, on peut apercevoir encore l’arase de l'église romane San Vincenti qui devait être l'emplacement du premier village, avant Cognocoli. Cette église qui était assez vaste, possédait une tour carrée faisant office de clocher, distante de 65 mètres de l'édifice, et était entourée des châteaux de Calanchi et Piazzili, formant ce village primitif du Poghju. Une campagne de fouilles dirigées par Olivier Jehasse a eu lieu en 1978 à cet endroit.
Dans la vallée entre Pratavone et Cognocoli, on devine également les restes de la chapelle San Cumentu.
Si l'on connaît peu de chose de l’Histoire de la vallée du Taravo avant l'apparition des seigneuries, on peut cependant dire que, comme partout ailleurs dans l’île, mais peut-être encore davantage sur ce versant occidental reculé et difficile d'accès, des dominations successives que furent celle des Phéniciens (qui apportèrent la vigne), des Étrusques, des Grecs de Phocée, de l'Empire Romain, des Vandales, des Byzantins, des Ostrogoths, des Lombards, de la république de Pise, puis de celle de Gênes, aucune ne parvint ou ne chercha à investir l'intérieur de l’île. Seules les côtes étaient occupées comme l'attestent la présence du port de Porto-Pollo, situé à l'époque romaine dans l'embouchure du Taravo, et des tours génoises du Golfe de Valinco (système de défense érigé par la république de Gênes entre 1530 et 1620 contre les pirates et corsaires barbaresques). Les Génois furent néanmoins ceux qui eurent la plus grande influence, parvenant à dominer la noblesse locale.
Selon Ptolémée, la Corse était habitée par douze nations qui, pour la plupart autochtones, n'ont subi l'influence romaine que dans de faibles proportions. Le peuple des Tarrabeni s'étendait le long du Taravo.

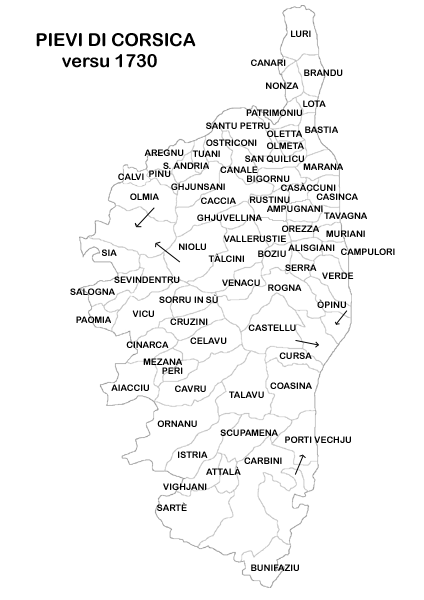
Cognocoli dans la pieve d'Ornano

### Époque pisane et génoise
À l'époque Pisane, la Corse est divisée en pièves, divisions administratives et religieuses soumises à l’autorité d'une église piévane.
Cognocoli se situait dans la piève d'Ornano, dans l'ancien évêché d'Ajaccio qui n'en comprenait alors que quatorze.
« La piève d'Ornano qui compte, au dire de quelques-uns, mille feux répartis en trente villages (note : mille feux équivalent en moyenne à 5 000 habitants), dont les plus connus sont ceux de Santa Maria d'Ornano (note : actuel Sainte-Marie-Siche), Zigliara et Cognocoli, parce que dans ces trois villages habitent les seigneurs d'Ornano et de Bozzi. Cette piève, dans laquelle se trouve un couvent de Frères Mineurs, produit des céréales et du vin ; à cause de l'excellente qualité de ses pâturages, on y élève quelques troupeaux de chevaux ».
Au XIVe siècle, la féodalité corse est représentée par sept familles de seigneurs issues des anciens comtes de Cinarca : les Da Mare et les Avogari Gentili au Cap Corse, et les cinq autres sur le versant occidental de l’île, les della Rocca, les Istria, les Leca, les Bozzi et enfin les Ornano. La république de Gênes, qui gère la Corse comme une colonie, cherche à écraser cette noblesse entre les XIIIe et XVe siècles, les seigneuries della Rocca et de Leca vont disparaître, et les autres seront considérablement abaissées, en particulier celle des Ornano qui participa activement aux luttes contre Gênes.
Les seigneurs d'Ornano et de Bozzi étaient sur les terres de la piève d'Ornano, de Talavo, mais aussi celle de Cauro, de l’autre côté de la crête, au nord, sur les coteaux du Prunelli, jusqu'au XVIIIe siècle. Les Bozzi étaient de Zigliara, tandis que les Ornano étaient à Santa Maria d'Ornano, ainsi qu'à Cognocoli. Si Sainte-Marie-Siche est la seule à revendiquer être le berceau des Ornano, une autre hypothèse est que les Ornano se soient d'abord installés à Cognocoli, avant 1530, pour ensuite se fixer à Sainte-Marie, Pila, Canale et Monticchi. Cognocoli peut être ainsi considéré comme le premier berceau de cette famille, avant même Sainte-Marie.
La piève d'Ornano possédait par ailleurs des liens forts avec deux autres pièves de la vallée du Taravo : celle de Talavo (haute vallée du Taravo) et celle d'Istria (basse et moyenne vallée, sur l'autre rive). Les pièves étaient composées de trois espaces, et celle d'Ornano n’échappait pas à cette règle :
- A piaghja (littéralement la plaine, mais plus souvent traduite par la plage) : c'est la basse vallée, espace côtier non habité en permanence par peur des invasions par la mer, mais aussi pour éviter la malaria qui sévit encore dans ces zones humides et qui ne commencera à disparaître qu'avec l’arrivée des insecticides américains en 1943 (DDT) et les nouvelles plantations d'eucalyptus à Coti-Chiavari et dans la basse plaine du Taravo. Ces zones servent néanmoins de pâturage aux bergers des villages de la haute et moyenne vallée lors des transhumances, et aussi pour l’agriculture en saison. Ces espaces ne seront constitués en communes que très tardivement, car inhabités (la commune de Coti-Chiavari ne sera créée qu'en 1852 par exemple), ils appartiennent néanmoins aux communes de la haute vallée (Frasseto, Campo, Grosseto, Zevaco…). Le bas de la commune de Cognocoli en fait partie, Pratavone n'existe pas encore, et ne sera d'ailleurs fondé qu'au XIXe siècle par des habitants de Sampolo, village de la haute-vallée : on parlera alors de plage de Sampolo. Les terres fertiles de l’embouchure du Taravo sont, elles, en indivision entre les trois pièves d'Ornano, d'Istria et du Talavo.
- U paese, l’espace habité, celui des villages, se situe entre 300 et 1000 mètres d'altitude. Cognocoli se trouve ainsi être le plus bas village de la vallée du Taravo, juste avant les plages. Les villages sont souvent construits sur des promontoires ou des éperons rocheux, et souvent les maisons sont collées les unes aux autres, formant un rempart, certaines possèdent même des éléments de fortifications, preuve des nombreuses invasions qu'a subies l'île. Tous ces éléments se retrouvent dans le village de Cognocoli.
- A muntagna, (littéralement la montagne, en fait ici il s'agit de la haute-montagne non habitée), ce sont les espaces au-dessus de 1000 mètres d'altitude, sur lesquels le châtaignier ne peut plus pousser.

Village des seigneurs d’Ornano, les armoiries de Cognocoli symbolisent les six châteaux médiévaux de ces seigneurs bâtis à travers la commune. Ils sont représentés par six couronnes évoquant Piazzili, Pedilonga, Pitretu, Muntichji, Calanchi et Cugnòculu. Ce qu'on appelle châteaux sont en fait ici des maisons de notables fortifiées, souvent des tours. On devine encore dans le hameau abandonné de Monticchi une tour et son système défensif en ruines.
Piazzili et Calanchi, évoqués en 1558, sont distants de 300 mètres sur le flanc de la montagne de Piedilonga, au Poghju, face à Cognocoli. Le château de Pedilonga, du XVe siècle, est bâti sur une barre rocheuse (aujourd'hui sur la commune d'Albitreccia) à 950 mètres d'altitude et surplombe le Poghju ainsi que la route de transhumance.  « Le castellu de A Pedi Longa est rapidement et indirectement cité dans la chronique (page 436 Marcellesi-Casanova) quand, au quinzième siècle, Orlando d’Ornano édifia une tour en face du castellu. » Le nom du château est constitué du préfixe pedi, dont Petru Casanova dans son dictionnaire thématique « Motti » donne la traduction la plus plausible : « rupture de pente, replat, terme indiquant un contrebas d’accès ou de proximité et non d’un piémont, toujours suivi d’un toponyme, espace ou partie à la base d’une élévation d’un relief ; préfixe fréquent en toponymie sous la forme élidée ou plurielle… ». Le château de Cognocoli était bâti dans le bas du village et a été démoli. Ses pierres ont probablement servi à la construction de la maison portant l'inscription M. 1610.0 MAGNIFICO ORNANO. Le château de Monticchi se trouvait a proximité de l’église à l'emplacement de l’actuelle Torra en ruines. Enfin, le château de Petreto, dont on peut encore apercevoir d'importantes ruines, s'élevait au-dessus de Marato, à flanc de coteau.
Ces défenses ont sans doute joué un rôle primordial lors du raid ottoman en 1545 dans l’arrière pays ajaccien tout proche, et encore plus en 1556 qui voit l'Ornano razzié, et en 1561 quand les Turcs débarquèrent à Porto-Pollo pour mener des incursions dans la vallée du Taravo. Le dernier raid barbaresque parti de Porto-Pollo et qui ramena trois cents captifs d'Olmeto aura lieu en 1660. Entre-temps la côte corse se sera dotée de nombreuses tours de défense, la construction de celles du Golfe d'Ajaccio et celles de Porto-Pollo et de Castagna étant supervisée par Domenico d'Ornano.
C'est sans doute l'influence grecque qui a apporté la vendetta en Corse. Les Ornano n'y échappent pas, et de nombreux règlements de compte sanglants ont lieu à Cognocoli aux XVIe et XVIIe siècles. En septembre 1558, deux frères, Anton Paolo et Anton Guglielmo, s'entre-tuent par jalousie dans une église qui pourrait être celle du Poghju. Si ce fratricide spectaculaire a alimenté une légende locale qui narre un massacre entre les deux clans et qui explique ainsi l'abandon des deux châteaux du Poghju (Piazzili et Calanchi qui auraient appartenu à chacun des deux frères), les uns s'en allant fonder par la suite Monticchi, les autres s'expatriant à Sollacaro, il n'en reste pas moins que la tragédie est relatée par le chroniqueur Filippini et que le roi de France en est averti par une lettre de Giordano Orsini datée du 13 septembre. Les fouilles réalisées au Poghju en 1978 mettent au jour un ossuaire de 17 squelettes qui ont été jetés mélangés à de la chaux, dont certains portent des traces de mort violente (décapitation…).
De nombreuses autres vendettas sont répertoriées. En 1566, Pier Giovanni d'Ornano assassine un neveu proche de Sampiero Corso, le Capitaine Giudice d'Ornano de Cognocoli. Pier Giovani et son neveu seront assassinés peu de temps après. En 1589, Domenico et Cesare d'Ornano sont accusés d'avoir tué leur oncle Pier Giovani au cours d'une vendetta sur le chemin de Cognocoli à Pila-Canale. En 1685, Domenico d'Ornano est assassiné par des hommes de Canale. En 1715 enfin, Ignace d'Ornano, alors qu'il faisait construire l’annexe d'une tour à Cognocoli, est assassiné par un parent à lui de Sainte-Marie. Cette vendetta prend fin par la signature d'un traité de paix, comme c'était parfois l’usage.
L'église originelle San Vicenti (au Poghju) est encore ouverte au culte en 1586, mais trop éloignée du Cognocoli naissant (on y compte alors 80 âmes), les offices sont désormais célébrés à l'Oratoire de l’Annonciation. Au XVIIIe siècle, l'église actuelle édifiée sur le lieu de l’Oratoire et dédiée à Saint-Nicolas de Bari fait partie du vicariat forain d'Olmeto. Le village compte alors 222 âmes.
Entre 1611 et 1615, des révoltes paysannes extrêmement violentes éclatent dans les pièves de Cauro, du Talavo et de l’Ornano, en réaction à la fiscalité imposée par les seigneurs d'Ornano. En 1615, Francesco d'Ornano est ainsi attaqué par ses vasseaux dans sa tour de Monticchi.
Entre les XVIe et XVIIIe siècles, les châteaux des Ornano, démantelés par les Génois, comme partout dans la vallée, sont remplacés par des tours. A Cognocoli, c'est la tour des Colonna d'Ornano qui est ainsi édifiée.
Le partage de Cauro, en 1717, met fin aux rivalités parfois sanglantes qu'il pouvait y avoir entre bergers de l'Ornano et ceux du Talavo concernant l’usage des terres de la piaghja. Ce partage concernant aussi ceux d'Istria, met ainsi fin à la solidarité qui existait préalablement entre les trois pièves à travers la piaghja indivise. On apprend également dans le plan terrier de 1770 que les communautés d'Albitreccia, de Cognocoli, de Monticchi, de Pila et de Canale possèdent de nouvelles terres sur le littoral, exclusivement en propriétés privées. Il semble que ce soit à cette période que l’usage communautaire de la piève disparaisse au profit d'un usage privé individuel.

### Époque contemporaine

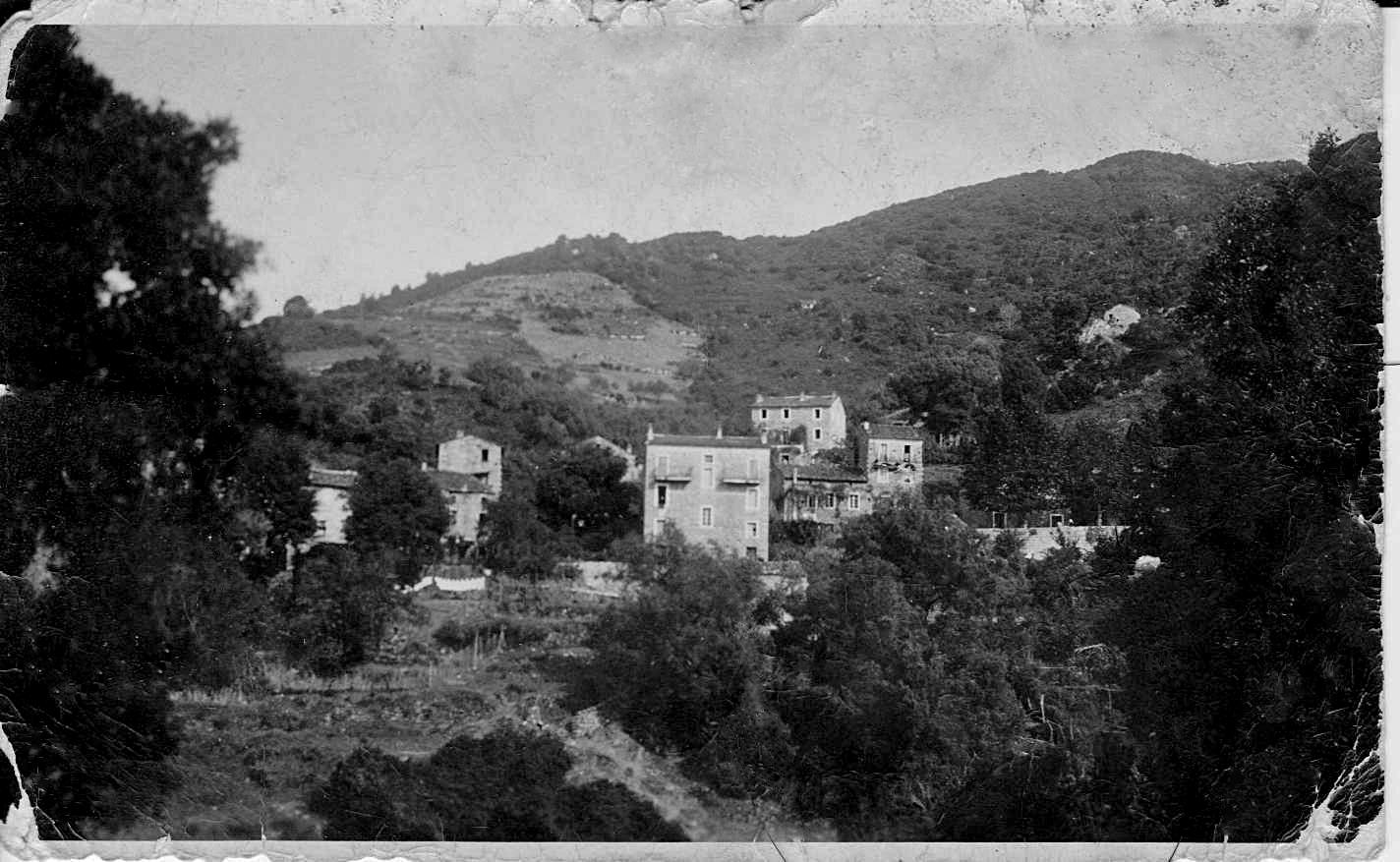
Cognocoli en 1936.

En 1829, les dernières terres communautaires "pièvanes" du littoral sont partagées entre les familles des communautés concernées, après en avoir été fortement incité par l’État français.
Au cours du XIXe siècle, les hameaux de Marato et de Pratavone se développent et deviennent presque aussi important que Cognocoli. Ce sont des terres de transhumance, des "plages", sur lesquelles vont se sédentariser des populations venant de la haute vallée du Taravo, depuis Sampolo pour Pratavone et Quasquara pour Marato. Ce dernier hameau s'est dotée de sa propre chapelle, dédiée à Saint-Pierre qui est célébré le 29 juin. On voit que les relevés démographiques de 1876 à 1886 nous indiquent un doublement de la population communale essentiellement dû aux nouveaux peuplements de la piaghja à Marato et Pratavone. Le cadastre de 1880 nous renseigne sur l'origine des propriétaires de la commune de Cognocoli : seuls 38 % sont résidents de la commune, on trouve encore 13 % originaires de la haute vallée du Taravo (essentiellement de Sampolo, ceux qui sont en voie de sédentarisation à Pratavone) et 34 % originaires des autres villages de la vallée (Ornano et Istria), preuve qu'à cette époque, alors que les communes de Coti-Chiavari et Pietrosella sont à peine créées, la sédentarisation des plaines n'est pas encore totalement effective.
C'est à Ciorfoli, lieu-dit de Cognocoli-Monticchi, que s'établit en 1906 une colonie libertaire, initiée par Maurice Fournié et qui compta jusqu'à six participants. Elle fut créée grâce au soutien de Louis Costa, notaire à Cognocoli, secrétaire de la fédération socialiste corse et sympathisant du mouvement anarchiste.
Cognocoli fait partie des deux communes de Corse-du-Sud sans monument aux morts. Néanmoins une initiative privée a permis en 2001 l’apposition d'une plaque commémorative pour les deux morts de Marato durant la première Guerre mondiale et la guerre d'Indochine. Outre ces morts, la commune a perdu sept autres soldats en 1914-1918 et deux pendant la seconde Guerre mondiale.
En 1953, un rapport de l’Institut national d'hygiène nous apprend que l'école de Cognocoli compte 30 élèves (l'exode rural n’a pas encore eu lieu) et que quatre parmi eux sont atteints de paludisme qui est donc bien encore présent malgré les démoustications d'après-guerre.
Comme de nombreuses communes corses, Cognocoli a été endeuillée par le crash du vol 1611 d'Air France Ajaccio-Nice le 11 septembre 1968 (parmi les victimes se trouvait le général René Cogny dont la belle-famille est du village) et a également été touchée par la catastrophe de Furiani le 5 mai 1992.
En 1972, la route nationale 851 qui relie Ajaccio à Casalabriva et traverse Cognocoli, est déclassée en route départementale 302.
Le 27 juillet 1983, un violent incendie menace un moment les villages de Pila-Canale et Cognocoli qui doivent être évacués. Le hameau de Monticchi, déjà abandonné, subit l’assaut des flammes, ainsi que quelques années plus tard, en 1994.
En 2014 et 2015, la chapelle Saint-Vincent à Monticchi (XVIIe siècle), est réhabilitée grâce à un partenariat de la direction du patrimoine de la collectivité territoriale de Corse (75 %), du Conseil général de la Corse-du-Sud (5 %) et de l’association de la chapelle de Muntichji, présidée par Alexandre Colonna-d’Ornano, patron des Eaux de Saint Georges (20 %).
Le 11 juin 2014, le ministre de l’intérieur Bernard Cazeneuve, à l'occasion de son premier déplacement officiel en Corse, vient en "visite privée" à Cognocoli et parcourt les ruelles du village, faisant un discours devant la maison en ruines ayant appartenu à son arrière-grand-mère paternelle.
Le 2 septembre 2014, un incendie brûle deux à trois hectares de maquis au lieu-dit Pedilonga, necessitant l'intervention de trois canadairs et d'un hélicoptère bombardier d'eau.
Le tour de Corse, compétition automobile comptant pour le championnat du monde des rallyes, emprunte régulièrement les routes sinueuses et spectaculaires de la commune (sept fois au cours des dix dernières éditions).
En 2016, le rallye automobile local Mare è Machja est endeuillé à la suite de la mort d'un photographe indépendant, Stéphane Giraudi, percuté par une voiture. L'accident se produit au lieu-dit Cilvareccio et entraîne l’annulation du rallye.

## Politique et administration

### Municipalité
| Période                                  | Période  | Identité                   | Étiquette | Qualité                                                                                 |
| ---------------------------------------- | -------- | -------------------------- | --------- | --------------------------------------------------------------------------------------- |
|                                          | 1813     | Santini                    |           |                                                                                         |
| 1813                                     | 1814     | Jean-François Casanova     |           |                                                                                         |
| 1814                                     | 1821     | Jérôme Colonna d'Ornano    |           |                                                                                         |
| 1821                                     | 1822     | Pierre Antoine Costa       |           |                                                                                         |
| 1822                                     | 1825     | Napoléon Santini           |           |                                                                                         |
| 1825                                     | 1831     | Jean-François Casanova     |           |                                                                                         |
| 1831                                     | 1843     | Jean-Baptiste Passano      |           |                                                                                         |
| 1843                                     | 1848     | Casanova                   |           |                                                                                         |
| 1848                                     | 1859     | Jean-Baptiste Passano      |           |                                                                                         |
| 1860                                     | 1866     | Jean-Louis Passano         |           |                                                                                         |
| 1866                                     | 1876     | Dieudonné Santini          |           |                                                                                         |
| 1876                                     | 1878     | Jacques Sébastien Casanova |           |                                                                                         |
| 1878                                     | 1888     | Amédée Costa               |           |                                                                                         |
| 1888                                     | 1891     | Jules Casanova             |           |                                                                                         |
| 1891                                     | 1893     |                            |           |                                                                                         |
| 1893                                     | 1895     | Dominique Antoine Cotoni   |           |                                                                                         |
| 1895                                     | 1896     | Dieudonné Santini          |           |                                                                                         |
| 1896                                     | 1908     | Ange Marie Costa           |           |                                                                                         |
| 1908                                     |          | Pierre André Passano       |           |                                                                                         |
| 1919                                     |          | Louis Costa                | SFIO      | Notaire, secrétaire général de la SFIO de Corse, premier secrétaire fédéral du PC Corse |
|                                          |          | Dominique Costa            |           |                                                                                         |
| 1947                                     | 1983     | Georges Moret              |           | Chevalier de la Légion d'honneur, membre fondateur de l'UDAF de Corse                   |
| 1983                                     | 2001     | Laurent Costa              | PS        | Ingénieur nucléaire, directeur au CNRS                                                  |
| 2001                                     | En cours | Ange Aliotti               | DVD       | Retraité                                                                                |
| Les données manquantes sont à compléter. |          |                            |           |                                                                                         |

### Intercommunalité
Cognocoli fait partie de la communauté de communes de la Pieve de l'Ornano, créée en 2012, dont le siège est à la mairie annexe de Grosseto-Prugna, à Porticcio. La commune est représentée par un délégué élu sur un total de 33 délégués.

### Budget et fiscalité
Le budget municipal principal 2014 totalisait 179 000 euros d'investissement et 241 000 euros de fonctionnement.
La taxe d'habitation prélevée par la commune était en 2010 de 17,73 %, la taxe foncière sur les propriétés bâties était de 22,34 % et la cotisation foncière des entreprises de 16,14 %.
Le revenu médian de la commune est de 15 270 € par an, soit près de 30 % de moins que le niveau de vie médian français (19 785 €). Cognocoli compte 59,3 % de foyers fiscaux non imposables.
Les impôts locaux collectés représentent un total de 80 000 €, soit 741 € par foyer fiscal (854 € en moyenne pour la Corse-du-Sud). L'impôt sur le revenu représente lui une somme de 959 € en moyenne par foyer (1401 € pour la moyenne départementale).

### Internet
Trois répartiteurs téléphoniques concernent le territoire de la commune : un implanté à Marato, et deux autres en dehors de la commune : à Pila-Canale et à Stiliccione.

### Collecte des ordures ménagères
Les déchets ménagers sont collectés tous les lundis et jeudis matin. Le ramassage des encombrants est un service gratuit réservé exclusivement aux particuliers, il se fait sur demande auprès de la mairie.

## Démographie

### Aire urbaine
Cognocoli fait partie des 53 communes de l'aire urbaine d'Ajaccio totalisant 105 000 habitants.

### Évolution démographique
L'évolution du nombre d'habitants est connue à travers les recensements de la population effectués dans la commune depuis 1800. Pour les communes de moins de 10 000 habitants, une enquête de recensement portant sur toute la population est réalisée tous les cinq ans, les populations de référence des années intermédiaires étant quant à elles estimées par interpolation ou extrapolation. Pour la commune, le premier recensement exhaustif entrant dans le cadre du nouveau dispositif a été réalisé en 2008.

En 2022, la commune comptait 174 habitants, en évolution de +3,57 % par rapport à 2016 (Corse-du-Sud : +7,61 %, France hors Mayotte : +2,11 %).
| 1800 | 1806 | 1821 | 1831 | 1836 | 1841 | 1846 | 1851 | 1856 |
| ---- | ---- | ---- | ---- | ---- | ---- | ---- | ---- | ---- |
| 203  | 200  | 227  | 209  | 189  | 209  | 215  | 260  | 384  |

| 1861 | 1866 | 1872 | 1876 | 1881 | 1886 | 1891 | 1896 | 1901 |
| ---- | ---- | ---- | ---- | ---- | ---- | ---- | ---- | ---- |
| 334  | 306  | 318  | 435  | 534  | 683  | 529  | 609  | 616  |

| 1906 | 1911 | 1921 | 1926 | 1931 | 1936 | 1946 | 1954 | 1962 |
| ---- | ---- | ---- | ---- | ---- | ---- | ---- | ---- | ---- |
| 605  | 640  | 568  | 573  | 532  | 517  | 516  | 436  | 148  |

| 1968 | 1975 | 1982 | 1990 | 1999 | 2006 | 2008 | 2013 | 2018 |
| ---- | ---- | ---- | ---- | ---- | ---- | ---- | ---- | ---- |
| 131  | 143  | 143  | 173  | 164  | 181  | 186  | 168  | 171  |

| 2022 | - | - | - | - | - | - | - | - |
| ---- | - | - | - | - | - | - | - | - |
| 174  | - | - | - | - | - | - | - | - |

La chute démographique observée en 1962 provient du nouveau mode de calcul de population de l'INSEE à partir de cette année-là. Les chiffres sont en effet désormais retenus sans doubles comptes : comme dans de nombreux villages corses, le différentiel important observé est dû à ce que de nombreuses personnes étaient auparavant recensées dans deux lieux de résidence différents (village et continent ou village et Ajaccio).

## Économie

### Emploi
Le taux d'actifs de la commune est de 30,34 % en 2014. Le chômage touche 8,2 % de la population (10,4 % pour la France entière).

### Énergie
La société Aérowatt installe en 2011 une centrale solaire d'une capacité de 1050 kWc sur le territoire de la commune, au lieu-dit Cardicciola, non loin de Pratavone. La surface installée est de 8500 m² de panneaux photovoltaïques et la puissance attendue est de 1,5 GWh par an (soit environ la consommation annuelle énergétique d'une ville de 2 500 habitants).
Deux lignes électriques haute tension B traversent le territoire de la commune : une en provenance de l’usine hydroélectrique du barrage de Tolla et allant vers le transformateur de Pietrosella (Mare e Sole) en passant sur la crête au-dessus de Marato, et l’autre en provenance de ce même transformateur et rejoignant celui de Propriano (Suarella), en passant de la Punta di u Monte jusqu'à la confluence de l’Impenatto avec le Taravo.

### Autres

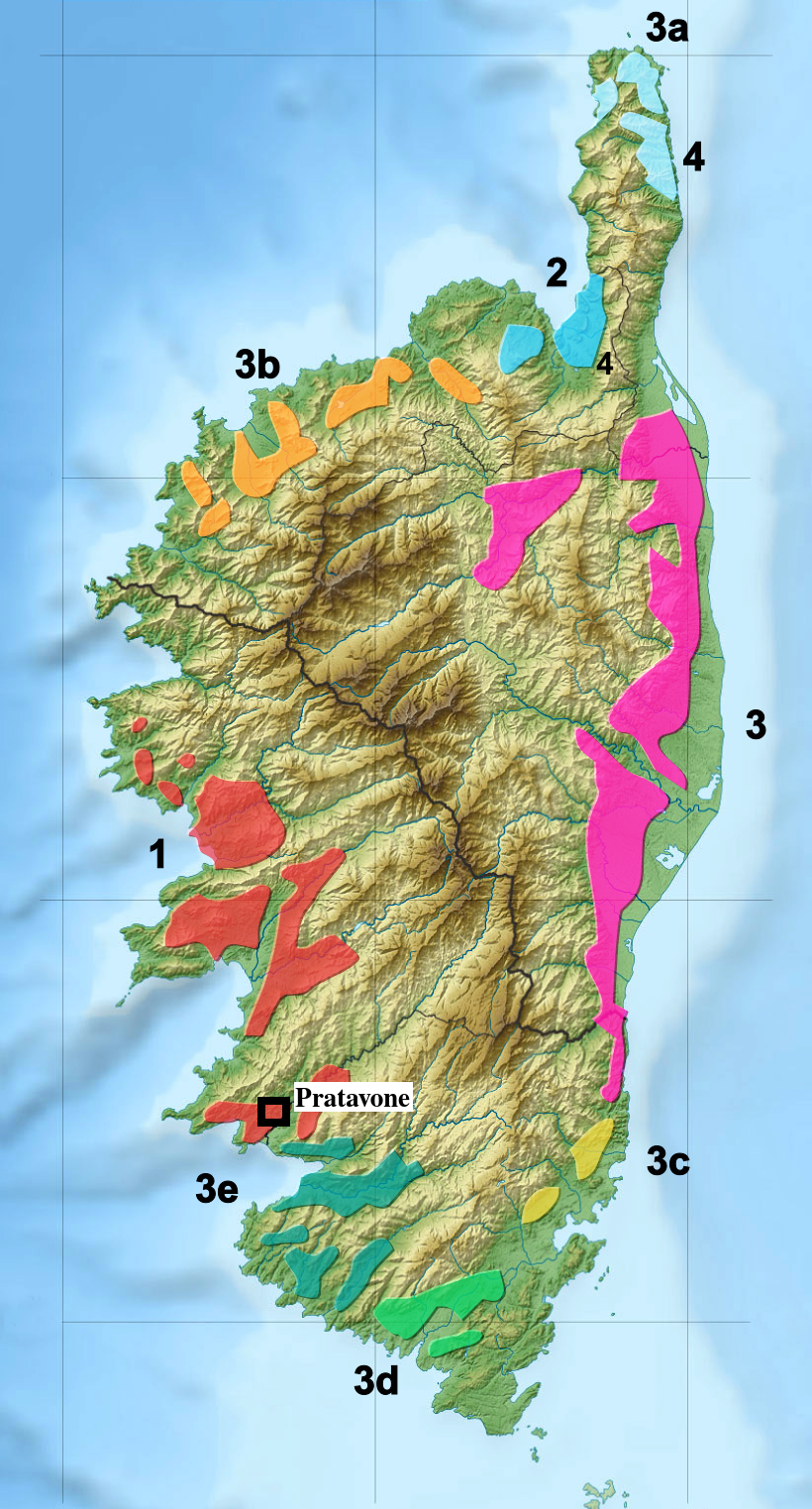
Vignobles de Cognocoli-Monticchi (Pratavone) dans l'AOC Ajaccio (1).

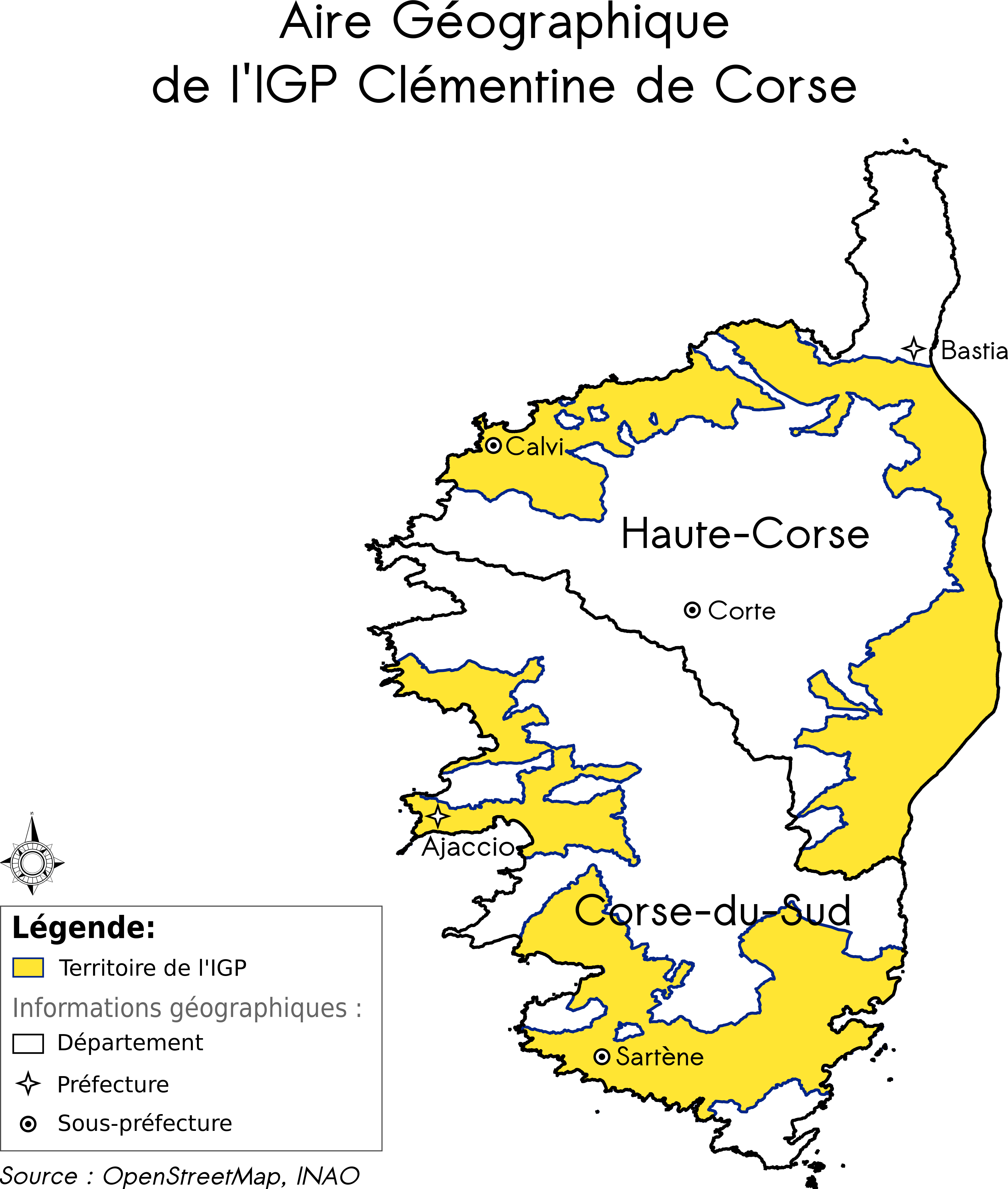
IGP CLEMENTINE CORSE

L'agriculture est toujours l’activité traditionnelle dominante sur la commune. Cognocoli est tout d'abord renommée pour ses vins : c'est une des 36 communes de l’appellation d'origine contrôlée Ajaccio. Les vignobles se situent dans la plaine du Taravo au sud de Pratavone (domaine de Pratavone et domaine de Vaccelli). C'est également l’une des 38 communes de Corse-du-Sud faisant partie de l'indication géographique protégée Clémentine de Corse et elle fait également partie de l’aire de l’appellation d'origine contrôlée Huile d'olive de Corse.
Des spécialités culinaires corses sont à la vente dans une biscuiterie fine implantée non loin du col de Gradello, tandis qu'à Pratavone, on trouve également un fromager fermier (spécialités au lait de brebis - Brocciu, appellation d'origine protégée).
La lisdinella, variété menacée de petites noix à coques très dures, est répertoriée sur la commune par le verger-conservatoire d'Aghione.
Outre l’agriculture, le tourisme s'est également développé ces dernières années, profitant d'un arrière pays authentique et plus calme que sur la côte, et permettant de satisfaire un large éventail de clientèle. On trouve ainsi des gîtes ruraux à Pratavone, Marato et Cognocoli. Une auberge offre un très beau panorama sur la vallée au col de Gradello. Le domaine de l’Arcusa, situé à la sortie de Pratavone, sur la route de Cognocoli, regroupe un centre équestre, un gite au milieu d'une oliveraie de 10 000 arbres, ainsi qu'une chapelle permettant l’organisation de mariages. Enfin, le Caselle di Legno, propose, à Frassu (en contrebas de Marato), des gîtes écologiques et des cabanes dans les cimes des chênes verts.
Une école de moto située entre Marato et le col de Gradello a ouvert un circuit de moto-cross 19 virages ainsi qu'une piste éducative.

## Culture et patrimoine

### Langue corse

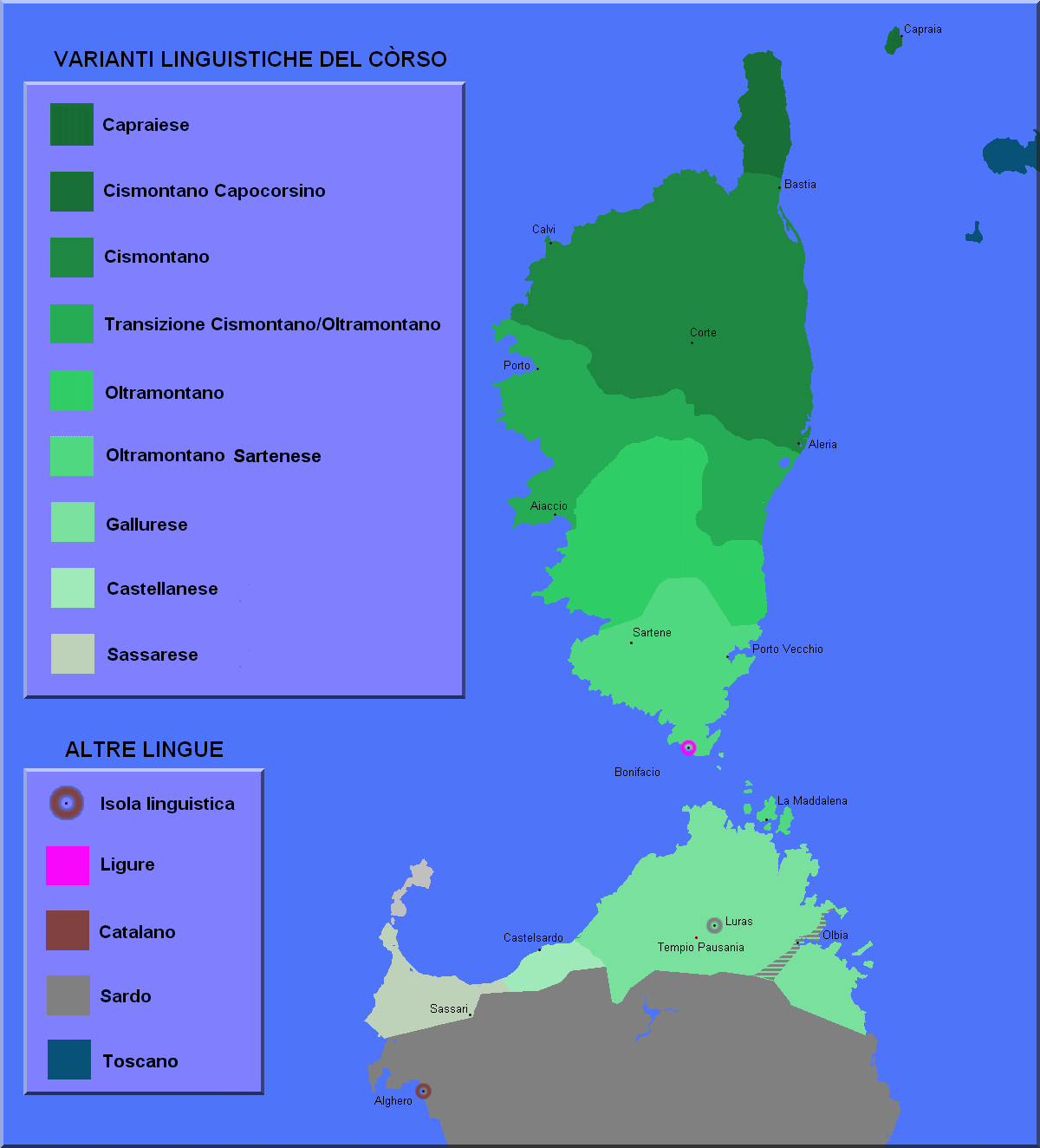
Dialectes corses

Le corse est très largement parlé dans la commune. Langue romane appartenant au groupe italo-roman, les spécificités de la langue parlée dans l'Ornano et le sud de la Corse la rattachent au groupe dialectal pumontincu (appellation traditionnelle : oltramontano), moins voisin du toscan (qui a donné naissance à l'italien moderne) que ne peut l'être le cismontincu. Ces parlers sont considérés comme plus proches du sarde, et en particulier du gallurais, parlé dans l’extrême nord de la Sardaigne. Cette région, après avoir été désertée par les populations locales à cause des invasions et des maladies pendant les XVe et XVIe siècles, a en effet été repeuplée par des populations venues de Corse entre la fin du XVIe siècle et le XVIIIe siècle. Les Gallurais parlent d'ailleurs de Sardi pour désigner les habitants du reste de l'île et se considèrent comme Corsi.
Ces parlers se distinguent de ceux du nord par des sons plus rudes (articulations consonantiques plus fortes), des redoublements de consonnes et de la réduction des voyelles à un souffle après une consonne forte.

### Patrimoine civil
- Village de Monticchi (ruines).
- Œuvre d'art contemporaine de l’artiste Alexandre Périgot, visible depuis 2004 sur la place de l’ancienne école de Marato.

Témoins de l'opulence agricole passée, dix moulins étaient implantés sur la commune, huit étaient pour la farine et deux pour l'huile :
- "Molinello" : moulin à farine fermé en 1883, pressoir actif en 1892 ;
- "Valdo" : moulin à farine avant 1881, usine à huile de 1881-1893 ;
- "Minaguccio" : moulin à farine créé en 1857 ;
- "Pollaja" : moulin à huile créé en 1824, puis moulin à farine ;
- "Topa vecchia" : moulin à farine fermé avant 1883 ;
- "Molino del nuovo" : créé en 1633, agrandi en 1881 et désaffecté en 1898 ;
- "Noce" : moulin à farine actif en 1883 ;
- "Giambarone" : ancien moulin devenu bâtiment rural en 1883 ;
- "Impennato" : fermé avant 1883 ;
- "Zuognarello" : fermé avant 1883.

### Patrimoine religieux

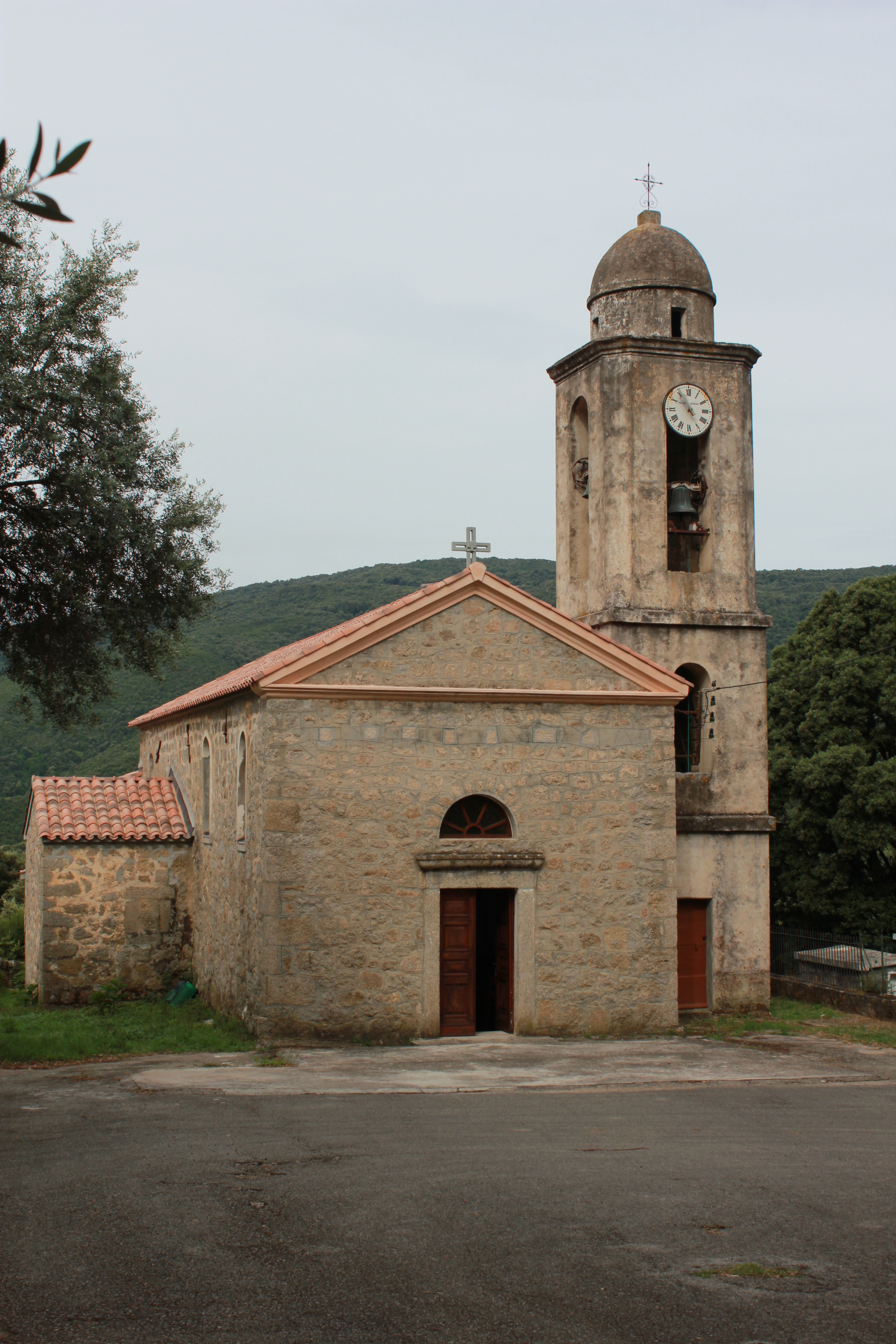
Église Saint-Nicolas de Bari à Cognocoli.

- Église Saint-Nicolas dont la chapelle sud porte la date de 1763 (anciennement Oratoire de l'Annunziata signalé par Mgr Mascardi en 1586) dans laquelle on peut voir un Christ en bois classé en 1984, ainsi que trois tableaux de la collection du cardinal Fesch[45] :  l'Allégorie de l'Espérance (daté du XVIIIe siècle), l'Annonciation et Saint Nicolas (daté fin XVIIIe siècle - début XIXe siècle) et la Remise du Scapulaire à St Dominique par la Vierge à l'Enfant en présence de Saint Joseph (daté fin XVIIIe siècle - début XIXe siècle). Elle est inscrite à l'Inventaire général du patrimoine culturel[46].
- Église San Vincenti (ruines) au lieu-dit U Poghju où se trouvait le village primitif (XVIe siècle - XVIIe siècle). Le clocher de cette église est encore signalé debout en 1883[47].
- Église San Vincenti de Monticchi, réhabilité par la commune et l’association San Vincenti en 2014[48]. Une célébration religieuse y a lieu chaque année à l'occasion de la fête patronale.
- Chapelle Santa Degna, non loin de Pratavone (vestiges, muraille).
- Chapelle San Cumentu, dans la vallée de I’Impennato (vestiges).
- Chapelle Saint-Pierre à Marato.

### Patrimoine environnemental

#### Randonnées
- Mare è monti Sud - La commune est longée par ce sentier de grande randonnée entre le Bocca d'Arghellaju (615 m) et le Bocca di Gradello (529 m), à la limite du territoire de la commune de Pietrosella, pour aller vers Serra-di-Ferro par la passerelle sur la rivière Butturacci après avoir emprunté la ligne de crête jusqu'à la Punta di Pozzi (529 m).

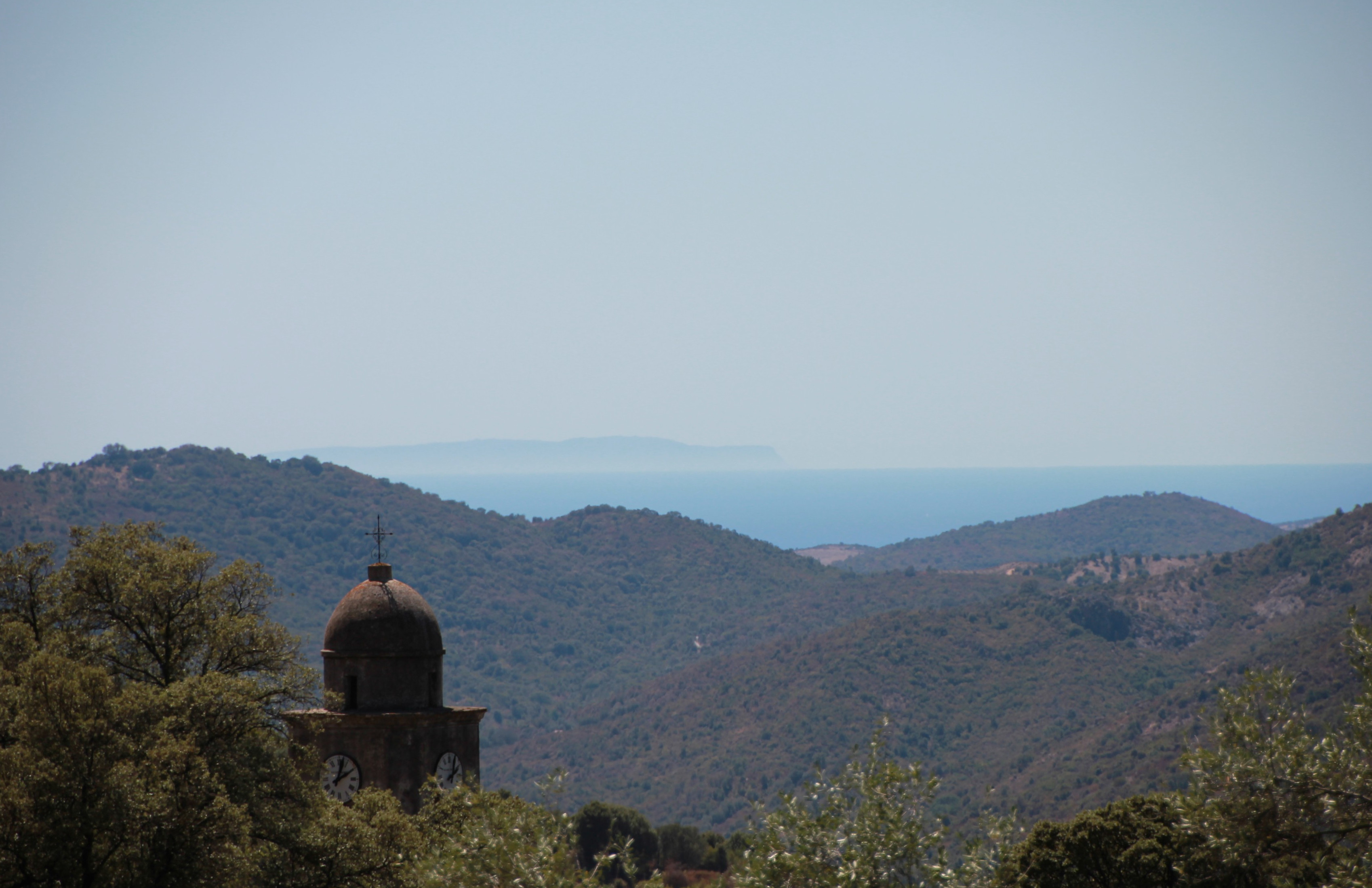
Île d'Asinara vue depuis Cognocoli.

#### Forêt domaniale
L'office national des forêts (ONF) gère sur la commune la forêt communale indivise d'Albitreccia - Cognocoli (Pedilonga).

## Personnalités liées à la commune
- Louis Costa (1863 - 1943), dit le « notaire rouge », créateur de la section corse du parti communiste français en 1920, né et mort à Cognocoli.
- René Cogny (1904 - 1968), officier général français dont la belle famille est de Cognocoli.
- Toni Casalonga, peintre et sculpteur contemporain, a également sa belle famille à Marato.
- Nicole Casalonga, musicienne, chanteuse du groupe A Cumpagnia, est originaire de Marato.
- Rinatu Coti, romancier, essayiste et poète, est originaire de Monticchi.
- Bernard Cazeneuve (né en 1963), ancien Premier ministre, a des origines dans ce village où résidait son arrière-grand-mère jusqu'en 1976.

## Héraldique
| Blason de Cognocoli-Monticchi | Blason  | Parti : au 1er d'argent à six tourteaux de sable accolés 3, 2 et 1, au 2e de sinople à l'abeille d'or, à la branche d'olivier d'or brochant sur la partition, le tout sommé d'un chef d'azur chargé de deux épées hautes d'or passées en sautoir et cantonnées de six couronnes du même, une en chef, une en pointe et deux rangées en fasces aux flancs. |
| Blason de Cognocoli-Monticchi | Détails | Blason créé sous le mandat de Georges Moret. |